# Саль-сюр-Гарон
Саль-сюр-Гаро́н (фр. Salles-sur-Garonne, окс. Salas de Garona) — коммуна во Франции, находится в регионе Юг — Пиренеи. Департамент — Верхняя Гаронна. Входит в состав кантона Рьё-Вольвестр. Округ коммуны — Мюре.
Код INSEE коммуны — 31525.

## География
Коммуна расположена приблизительно в 630 км к югу от Парижа, в 45 км к юго-западу от Тулузы.
По территории коммуны протекает река Гаронна.

## Климат
Климат умеренно-океанический. Зима мягкая и снежная, весна характеризуется сильными дождями и грозами, лето сухое и жаркое, осень солнечная. Преобладают сильные юго-восточные и северо-западные ветры.

## Население
Население коммуны на 2010 год составляло 516 человек.
| 1962 | 1968 | 1975 | 1982 | 1990 | 1999 | 2010 |
| ---- | ---- | ---- | ---- | ---- | ---- | ---- |
| 215  | 208  | 217  | 215  | 250  | 300  | 516  |

## Администрация
| Период | Период | Фамилия       | Партия                  | Примечания |
| ------ | ------ | ------------- | ----------------------- | ---------- |
| 1989   | 1995   | Даниэль Камбю | Социалистическая партия |            |
| 1995   | 2020   | Жан-Луи Альюа |                         |            |

## Экономика
В 2010 году среди 352 человек трудоспособного возраста (15—64 лет) 277 были экономически активными, 75 — неактивными (показатель активности — 78,7 %, в 1999 году было 70,3 %). Из 277 активных жителей работали 256 человек (141 мужчина и 115 женщин), безработных было 21 (8 мужчин и 13 женщин). Среди 75 неактивных 27 человек были учениками или студентами, 22 — пенсионерами, 26 были неактивными по другим причинам.

## Фотогалерея

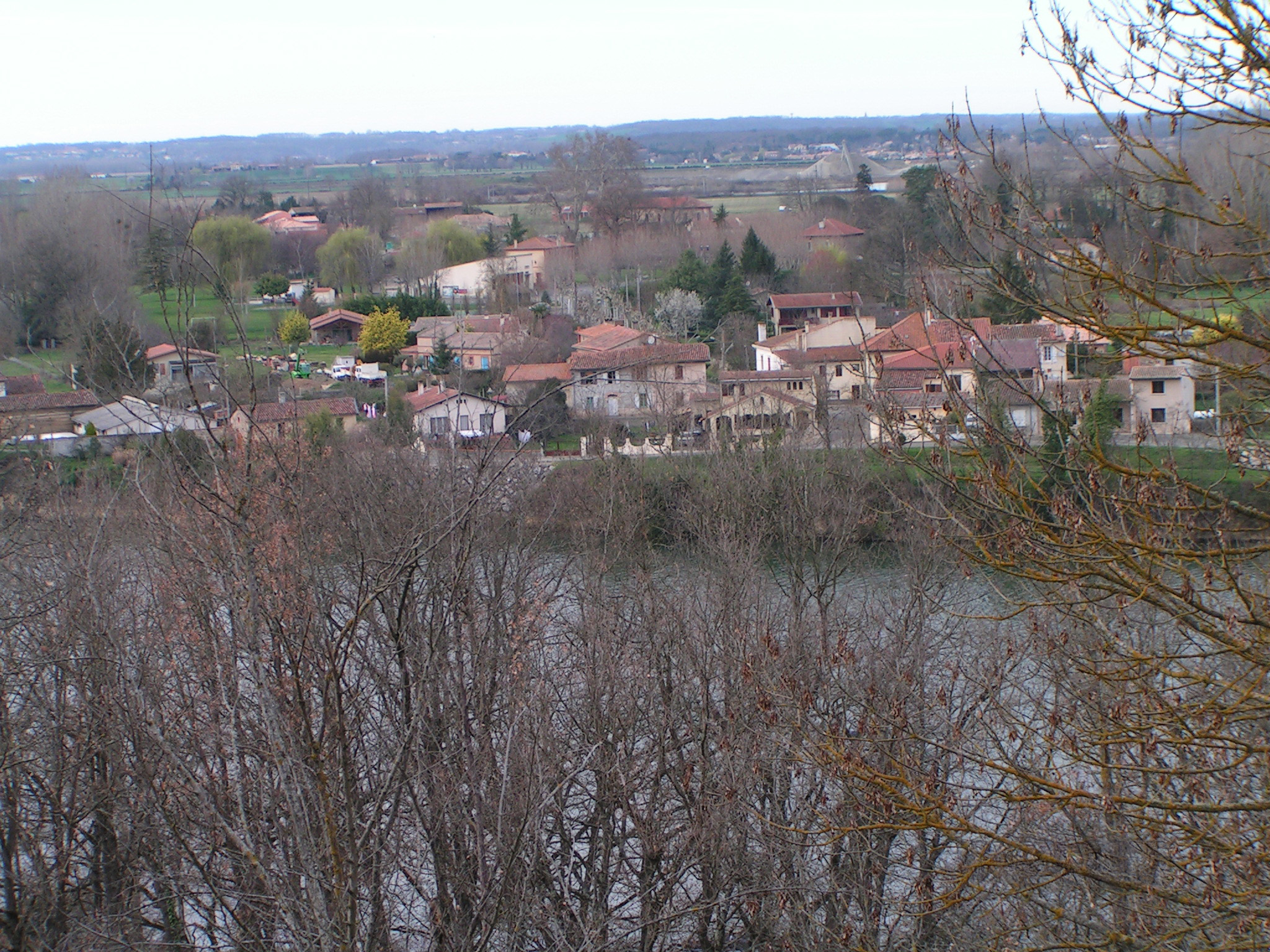
Саль-сюр-Гарон
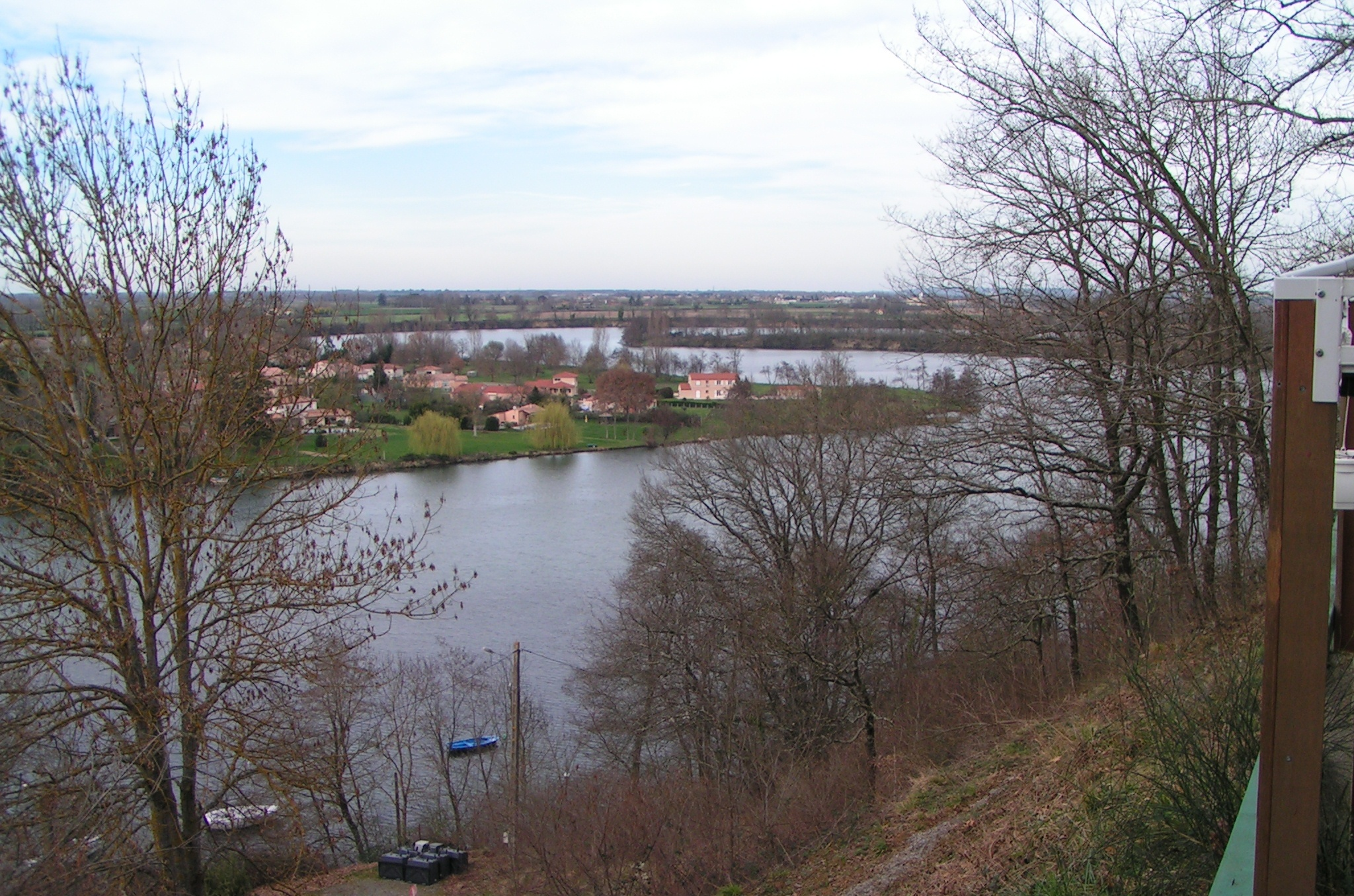
Река Гаронна
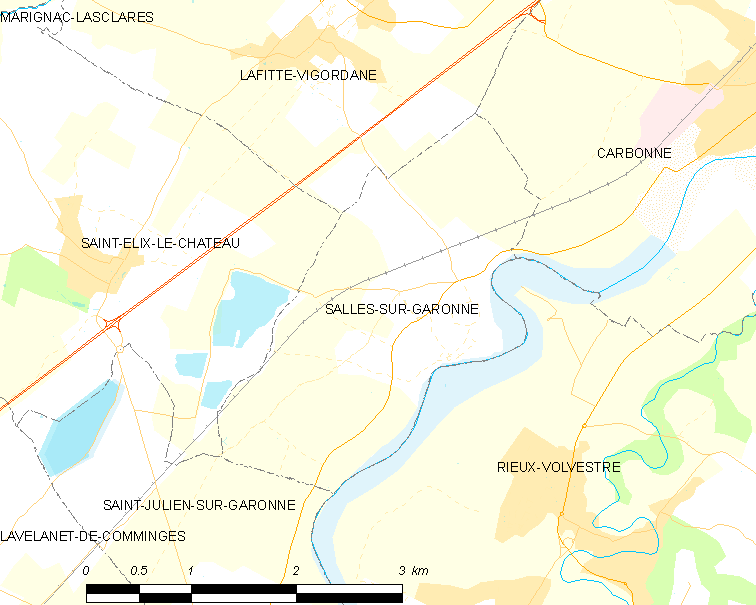
Карта коммуны